# Macrocolus
Macrocolus is een vliegengeslacht uit de familie van de roofvliegen (Asilidae).

## Soorten
- M. barrettoi Carrera, 1949
- M. bicolor Engel, 1930
- M. martinorum Artigas & Papavero, 1988
- M. rubripes Carrera & Papavero, 1962